# Carlo Rossi (vescovo)
Carlo Rossi (Torino, 1º marzo 1890 – 29 febbraio 1980) è stato un vescovo cattolico italiano.

## Biografia
Nato a Torino il 1º marzo 1890, Carlo Rossi fu ordinato sacerdote nel 1912 e presto elevato al rango di canonico. Nei primi anni del suo ministero sacerdotale si impegnò a fondo nell'Azione Cattolica. Nel corso del proprio lungo episcopato, iniziato nel 1936, mons. Carlo Rossi dovette affrontare i gravi problemi ed i conflitti che investirono il Biellese durante la Seconda guerra mondiale.
Alla vigilia di Natale del 1943 dal giornale diocesano "Il Biellese" espresse dolore e sconforto per le violenze su vasta scala nell'ambito della guerra di Resistenza. Sebbene non si nominassero mai i partigiani, l'articolo dispiacque e rese più difficili i rapporti tra il clero e le formazioni partigiane.
Nel 1949, dopo la fine del conflitto, promosse la Peregrinatio Mariae, cioè la visita a parrocchie, fabbriche, ospedali e altre istituzioni pubbliche e private da parte della Madonna Nera di Oropa. L'iniziativa, che fu coordinata da don Antonio Ferraris e che terminò con il solenne ritorno dell'immagine della Vergine nel santuario di Oropa il 24 luglio dello stesso anno, fu valutata come un grande successo pastorale e come uno stimolo alla riappacificazione dopo gli anni di guerra fratricida che la precedettero.
Importante fu anche l'indizione del terzo sinodo della diocesi di Biella, che si tenne nel 1951.. Mons. Carlo Rossi fu anche molto attivo a livello nazionale in campo liturgico, e presiedette per più di vent'anni il Centro di Azione Liturgica (C.A.L.). Questo impegno è alla base della sua elezione tra i padri conciliari del Concilio Vaticano II, al quale partecipò come membro della commissione liturgica.
Fu inoltre il primo presidente di Pax Christi Italia, incarico che ricoprì tra il 1954 e il 1959.
Negli ultimi anni del proprio episcopato si oppose all'istituzione sul territorio della propria diocesi della Comunità monastica di Bose, alla quale vietò inizialmente di celebrare i sacramenti a causa della sua natura interconfessionale e alla presenza di monaci di entrambi i sessi. Tale divieto fu in seguito rimosso grazie all'intercessione del cardinale Michele Pellegrino.. Si ritirò nel 1972 e morì nel 1980 all'età di 89 anni. La città di Biella gli intitolò la piazzetta dove sorge il battistero.

## Genealogia episcopale e successione apostolica
La genealogia episcopale è:
- Cardinale Scipione Rebiba
- Cardinale Giulio Antonio Santori
- Cardinale Girolamo Bernerio, O.P.
- Arcivescovo Galeazzo Sanvitale
- Cardinale Ludovico Ludovisi
- Cardinale Luigi Caetani
- Cardinale Ulderico Carpegna
- Cardinale Paluzzo Paluzzi Altieri degli Albertoni
- Papa Benedetto XIII
- Papa Benedetto XIV
- Cardinale Enrico Enriquez
- Arcivescovo Manuel Quintano Bonifaz
- Cardinale Buenaventura Córdoba Espinosa de la Cerda
- Cardinale Giuseppe Maria Doria Pamphilj
- Papa Pio VIII
- Papa Pio IX
- Cardinale Alessandro Franchi
- Cardinale Giovanni Simeoni
- Cardinale Antonio Agliardi
- Vescovo Giacinto Arcangeli
- Cardinale Giuseppe Gamba
- Cardinale Maurilio Fossati, O.SS.G.C.N.
- Vescovo Carlo Rossi

La successione apostolica è:
- Arcivescovo Luigi Maffeo (1966)